# Hemitaurichthys thompsoni
Hemitaurichthys thompsoni es una especie de peces perteneciente al género Hemitaurichthys. Posee la forma rectangular característica del género y es de color grisáceo brillante. Estos peces están acostumbrados a los arrecifes coralinos de los fondos oscuros y tropicales de la zona del Océano Pacífico central y oeste.